# Matty Cash
Matthew Stuart Cash (født d. 7. august 1997) er en polsk-engelsk professionel fodboldspiller, som spiller for Premier League-klubben Aston Villa og Polens landshold.

## Baggrund
Matty Cash er søn af den tidligere professionelle fodboldspiller Stuart Cash. Cash har polsk afstamning fra sin mors side, og efter at det polske landshold vidste interesse for ham, ansøgte han om polsk statsbogerskab, som han blev givet i oktober 2021.

## Klubkarriere

### Nottingham Forest
Cash kom igennem ungdomsakademiet hos Nottingham Forest. Hans professionelle debut kom dog ikke med Forest, men i stedet med Dagenham & Redbridge i marts 2016 da han var lånt til klubben på kortvarig basis. Hans debut med Forest kom i august 2016, og han imponerede stort med det samme. Han blev herfra hurtigt etableret som en fast mand på holdet.
Cash blev i 2019-20 sæsonen kåret som årets spiller i klubben.

### Aston Villa
Cash skiftede i september 2020 til Aston Villa. Han blev i 2021-22 sæsonen kåret som årets spiller i klubben.

## Landsholdskarriere
Efter at Cash var blevet givet polsk statsbogerskab blev han inkluderet på landsholdet, og gjorde sin debut for det polske landshold den 12. november 2021.

## Titler
Individuelle
- Nottingham Forest Sæsonens spiller; 1 (2019-20)
- Aston Villa Sæsonens spiller: 1(2021-22)